# ماجرای آیین ماسگریو
ماجرای آیین ماسگریو (به انگلیسی: The Adventure of the Musgrave Ritual) یک داستان کوتاه از آرتور کانن دویل است که در آن داستان کارآگاهی، شرلوک هلمز حضور دارد. این داستان در اصل در مجله استرند در انگلستان در مه ۱۸۹۳ و در هفته نامه هارپرز در ایالات متحده در ۱۳ مه ۱۸۹۳ منتشر شد. این داستان در کتاب خاطرات شرلوک هلمز جمع‌آوری شده‌است.

## موضوع داستان

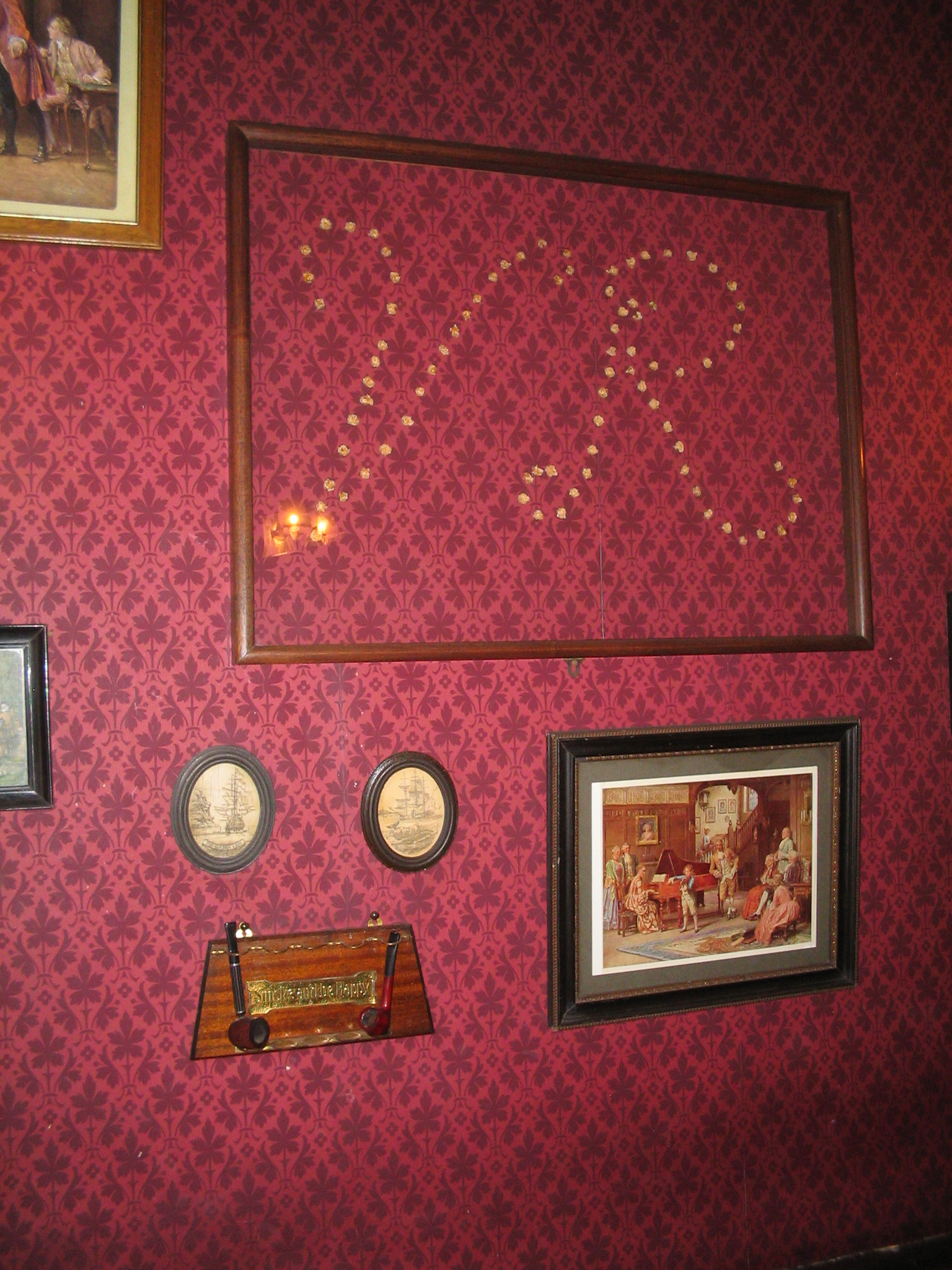
موزه شرلوک هلمز

در این داستان، هولمز رویدادهایی را که پس از دیدار یکی از دوستان دوران دانشگاهش، رجینالد ماسگریو رخ می‌دهد را برای واتسون بازگو می‌کند. ماسگریو پس از ناپدید شدن دو تن از کارکنان داخلی اش، راشل هاولز خدمتکار و ریچارد برونتون ساقی قدیمی، با هولمز دیدار می‌کند. این زوج پس از آنکه ماسگریو برونتون را به دلیل خواندن مخفیانه یک سند خانوادگی آیین اخراج کرد، ناپدید شدند. آیینی که از قرن ۱۷ قدمت دارد، یک معما است که به صورت پرسش و پاسخ تنظیم شده‌است. در آن آمده‌است که:
"زآن کدام کس است؟"
«آز آن آنکه رفت.»
"ز آن که خواهد شد؟"
«آز آن آنکه می‌آید.»
"در کدامین ماه بود؟"
«در ماه ششم از آغاز.»
"خورشید در کجا بود؟"
«بالای بلوط.»
"سایه در کجا بود؟"
«در زیر نارون.»
"گام شمارش چسان بود؟"
«ده و ده به سوی شمال، پنج و پنج به سوی شرق، دو و دو به سوی جنوب، یک و یک به سوی غرب و بعد زیر.»
"چه نثارش کنیم؟"
«آنچه داریم.»
"چرا نثارش کنیم؟"
«برای میثاق و اعتماد.»
ماسگریو برونتون را ساعت دو بامداد در کتابخانه دید. او نه تنها قفل کابینت را باز کرده بود و سند مورد نظر را بیرون آورده بود، بلکه چیزی شبیه یک نمودار یا نقشه داشت که با دیدن کارفرمای خود که او را زیر نظر داشت فوراً داخل جیبش گذاشت. برونتون از ماسگریو می‌خواهد که او را با اخراج کردن بی آبرو نکند و یک ماه زمان خواست تا دلایلی برای ترک شغلش پیدا کند، به طوری که به نظر می‌رسد او با اراده خود از کار جدا شده‌است. ماسگریو یک هفته به او مهلت داد. داستان بعداً نشان می‌دهد که برونتون زمان را با مقصود دیگری می‌خواهد.
چند روز بعد برونتون ناپدید شد و اکثر وسایل خود را پشت سر گذاشته و رفته بود، روی تختش نخوابیده بود. هیچ علامتی از او پیدا نشد. وقتی از راشل هاولز که خدمتکار خانه و معشوق سابق برونتون نیز بود، در مورد محل زندگی برونتون پرسید، دچار حمله عصبی شد و بارها و بارها تکرار کرد که او رفته‌است. او در چنین وضعیتی بود که یک خدمتکار دیگر قرار شد که تا شب کنار او بنشیند و مراقبش باشد. اما سرانجام، خدمتکار نگهبان لحظه ای به خواب رفت و راشل هاولز هیستریک از پنجره فرار کرد. ردپای او تا لبه خلوت یک دریاچه منتهی شد و در آنجا پایان یافت. ماسگریو داخل دریاچه را لایه روبی کرده و گشتند، اما فقط یک گونی حاوی مقداری تکه‌های زنگ زده و خراب شده از فلز و چند سنگ یا شیشه رنگی پیدا شد. دیگر هیچ خبری از راشل هاولز شنیده نشد.
هولمز به این پرونده نه به عنوان سه راز بلکه به عنوان یک راز نگاه کرد. او معمای این آیین را در نظر گرفت. این یک سنت بی‌معنی و پوچ برای ماسگریو و ظاهراً برای همه اجدادش بود که به بیش از دو قرن پیش بازمی‌گشت، اما هولمز و برونتون هر دو مشکوک بودند و این آیین را چیزی بسیار متفاوت می‌دانستند.
او به سرعت متوجه شد که مجموعه ای از دستورالعمل‌ها برای یافتن چیزی است. هولمز با تعیین ارتفاع بلوط، که هنوز آنجا بود و موقعیت نارون که دیگر در آنجا وجود نداشت و از ریشه درآمده بود، چند محاسبه انجام داد و مسیر آنچه را که در انتظار او بود را مشخص کرد و ماسگریو اکنون مشتاقانه او را دنبال می‌کند.
برای هولمز کاملاً آشکار بود که برونتون وقتی که بلندی درخت نارون را پرسیده نشان می‌دهد که فردی باهوش و با ذکاوت بوده‌است.
این دو مرد خود را رو در روی یک در ورودی دیدند، برای لحظاتی ناامید شدند تا اینکه متوجه شدند آخرین دستورالعمل «و بعد زیر» وجود دارد. زیر خانه ای که آنها ایستاده بودند، انباری بود به قدمت خانه. آنها با پیدا کردن راه خود به داخل، دیدند که کف صاف شده‌است تا یک تخته سنگی با حلقه آهنی روی آن به چشم می‌خورد. هولمز معتقد بود که در این مرحله باید پلیس نیز آنها را همراهی کند. او و یک پلیس تنومند ساسکس توانستند تخته سنگ را از سوراخ کوچکی که آن را پوشانده بود بردارند و در داخل آن یک صندوق خالی و پوسیده و برونتون را که چند روز از مرگش می‌گذشت را پیدا کردند. هیچ علامتی روی او نبود. او احتمالاً خفه شده بود.
هولمز سپس همه یافته‌ها و استنباط‌هایش را کنار هم گذاشت تا معما را برای ماسگریو که شکه شده بود حل کند. برونتون معنای این مراسم را حداقل تا آنجا که به چیزی ارزشمند منجر شده بود، استنباط کرده بود. او ارتفاع درخت نارون را با پرسیدن از استادش تعیین کرده بود، دستورالعمل‌ها را پیاده کرده بود - و هولمز بعداً حفره ای در چمنزار ساخته شده توسط برونتون را پیدا کرده بود - مخفیگاه را در انبار قدیمی پیدا کرده بود، اما پس از آن غیرممکن بود که بتواند تخته سنگ را خودش به تنهایی بلند کند؛ بنابراین مجبور شده بود شخص دیگری را به دنبال گنج خود بکشد. او بی خردانه راشل هاولز را انتخاب کرده بود که از او متنفر بود. هر دوی آنها می‌توانستند تخته را بالا بیاورند، اما آنها باید آن را جوری ثابت می‌کردند که زمانی که برونتون برای آوردن گنج به پایین می‌رفت دریچه بسته نشود. بر اساس فرار ناگهانی و ناپدید شدن راشل، هولمز در این فکر بود که آیا او عمداً تکیه‌ها را کنار گذاشته و برونتون را برای مرگ رها کرده‌است یا این تخته به خودی خود به جای خود افتاده و باعث وحشت او شده‌است.
در مورد آثار به دست آمده در کیف بازیابی شده از دریاچه، هلمز آنها را بررسی کرد و متوجه شد که قطعات فلزی طلا و سنگ‌ها گوهر هستند. او معتقد بود که چیزی از یک تاج پادشاهی قرون وسطایی که متعلق به پادشاه سنت ادوارد پادشاه چارلز اول ("او که رفت") برای جانشین بعدی او - پسرش، چارلز دوم ("او که خواهد آمد")، نگه داشته می‌شد، کم ندارد، تا ۱۱ سال پس از اعدام چارلز اول تاجگذاری شود. این آیین راهنمای بازیابی این نماد مهم بود و رجینالد تأیید می‌کند که یکی از اجداد وی، سر رالف ماسگریو، یکی از افراد نزدیک به پادشاه بود. هولمز این نظریه را مطرح کرد که صاحب اصلی این مراسم قبل از آموزش راز این آیین به فرزندش مرده‌است؛ بنابراین بیش از ۲۰۰ سال به چیزی بیش از یک رسم عجیب تبدیل نشده بود.